# 吳澄 (理學家)
吳澄（1249年—1333年），字幼清，晚年字伯清，號草廬，撫州崇仁（今江西崇仁咸口）人。宋元之际学者、理學家、文學家和教育家。
吳澄是元代重要的學者，和元初理學家許衡並稱為“北許南吳”。吳澄一生樂育，據說在六十多年的教學生涯中，有上千人追隨他學習，其中有不少是北方地區的學人，因此認為他澄對元代南北之間的文化和學術交流起到了巨大的貢獻。吳澄的很多弟子，如虞集、元明善、危素、蘇天爵、貢師泰、趙宏毅等在元廷任職，推動南北之間的交流，也鞏固了元代中期的統一。吳澄在學術上主張和會朱陸，爲朱子理學的發展起到了積極的促進作用，部分學者將其視為宋代學者陸九淵和明代學者王陽明之間的橋樑。

## 生平

### 早年生活
南宋淳祐九年（西元1249年），吳澄出生於撫州崇仁咸口裏（今江西省撫州市崇仁）。吳澄少年時，在祖父吳鐸的引導下接受啟蒙，誦讀古詩。七歲開始誦讀《論語》、《孟子》等儒家經典。十歲（西元1259年）開始學習朱熹所著的《大學章句》，每日誦讀二十遍。吳澄十三歲（西元1262年）開始學習科舉之學，十四歲（西元1263年）開始參加科舉考試。二十二歲（西元1271年）時鄉舉通過，並在次年參加省試，未曾中舉。此後便不再參加科舉，專心於理學。
吳澄十六歲（西元1264年）到撫州臨汝書院學習，師從著名學者程若庸和程紹開，兩人分別是南宋末期重要的學術流派朱子理學和陸子心學的傳人。吳澄通過跟兩人的學習，奠定了他宗朱會陸的思想基礎，主張和會朱陸。在臨汝書院學習期間，吳澄還認識程若庸的侄子程钜夫。後來，程钜夫成為了吳澄在政治上的引薦人。
吳澄從二十四歲開始了一段著書、授徒的生活。元世祖忽必烈至元十二年（西元1275年），元廷混元南北之後，吳澄又遷居布水谷，並且完成了《詩》、《書》、《禮》、《春秋》等書的校訂。這一時期，吳澄爲自家題聯“抱膝《梁父吟》，浩歌《出师表》”，以諸葛亮自比。程鉅夫爲他號爲“草廬”，因此世人也多稱呼吳澄爲“草廬先生”。

### 第一次北上大都
元世祖至元二十三年（西元1286年），忽必烈聽從程鉅夫的建議，下詔求取江南遺賢，程鉅夫隨即赴江西邀請吳澄北上。吳澄在推脫之後，北上大都（即今北京）。抵達大都後，吳澄難以認同元廷奉行的政策，而且懷念宋朝，因此並未出仕元廷。此次北上途中，吳澄與趙孟頫相識。在大都時，他又和北方學者閻復相識。
吳澄回到江西後，程鉅夫向元廷建議抄錄吳澄所編訂的《詩》、《書》等經典，存放於大都官學。元廷隨即遣人抄錄，這些書籍被藏於國子監。

### 元成宗時期
吳澄元貞元年（西元1295年）到龍興（今江西省南昌市）遊玩，受邀入城講學，講述《論語》和《易經》。講學期間，吳澄與元明善相識，為其解答疑難，被元明善視為老師。元貞二年，吳澄又一次赴龍興，經過元明善的引薦，見到了董士選。董士選向吳澄請教經義和治道，非常滿意。在董士選回到大都之後，向元廷推薦征召吳澄做官。
大德四年，元廷征召吳澄爲應奉翰林文字。但是，吳澄此時依舊沒有出仕元廷的決心，因此在百般推脫之中，在大德六年出發到大都上任。由於拖延的太久，這個職位已經授予別人，吳澄順理成章地辭官回鄉了。
回鄉的途中，吳澄在揚州和真州兩地受到了士人們的邀請，而入城講學。
大德八年，吳澄又被授予了江西等處儒學副提舉的職務，但是吳澄只擔任了兩個月就因為並無具體事務值得處理而辭職回鄉。

### 元武宗、元仁宗時期
吳澄在至大元年（西元1308年）被授予國子監丞的職位，這個職位負責處理國子監內的具體事務。次年，吳澄到任，開始主持國子學的工作，並且推進了國子學的改革。在國子學期間，吳澄通過親身教學，鼓舞國子學生，改良了國子學的風氣。同時，他還主持了國子學的一些財政制度，改善了國子學的財務狀況。
元仁宗即位後，吳澄被授予了國子司業的職位。國子司業是國子監長官國子祭酒的助手。吳澄此時試圖推行國子監教法的改革，推行由他設計的“四條教法”。但是，由於這個教法不能滿足元仁宗建立考試制度、標準化選拔人才的期望而沒有得到施行。吳澄也因此辭官返鄉了。
吳澄此次在京期間，還被捲入了這一時期元廷“理財”和“漢法”兩派的鬥爭。當時，理財派的尚書右丞保八試圖拉攏吳澄加入尚書省，但是被吳澄拒絕。
吳澄回到江西之後，參與了科舉考試的相關工作。在延祐二年和四年兩次擔任考官。
延祐五年，元仁宗再次征召吳澄。可是吳澄在抵達揚州之後就因病難以北上，不得不請辭。此後，吳澄在揚州、真州、建康（今江蘇南京）和江州（今江西省九江市）等地講學、著書，逗留了將近兩年，直到延祐七年才回到家鄉。

### 晚年
吳澄在元英宗至治三年（西元1323年）被召入京。當年，發生了南坡之變，元英宗被殺。因此，吳澄並未來得及面見元英宗。
泰定帝即位之後，吳澄被任命爲經筵講師，又被任命參與編修《英宗實錄》。泰定二年，《實錄》編寫完成，吳澄便再次辭官回鄉。
吳澄本次回鄉之後，便不再出仕。他在家鄉安心教學、著述，完成了《五經纂言》等著作。這一時期，吳澄已經是名滿天下的大儒，很多讀書人不遠千里而來求學。根據吳澄的弟子虞集回憶，吳澄一生的弟子有上千人。
元統元年六月，吳澄在江西撫州去世。死後，元廷追贈他爲資德大夫、江西等處行中書省左丞、上護軍，追封爲臨川郡公，謚號文正。

## 家族成員
高祖吳濬
曾祖吳曄。
祖父吴择。
父亲吴枢。母親游氏。
妻子余氏。
兒子：吳文、吳袞、吳京、吳禀、吳亶。
孫子：吳当、吳蕃、吳畣、吳䔰、吳㽦、吳奋、吳里、吳升、吳畟、吳畧、吳界。吳畣、吳㽦。
孫女：五人，分別嫁給谭观、曾文、熊铃、袁镇、黄盅。
曾孫子：吳亼、吳仚、吳全、吳仑等。

## 著作
著作有《吴文正集》100卷、《易纂言》10卷、《礼记纂言》36卷、《易纂言外翼》8卷、《书纂言》 4卷、《仪礼逸经传》2卷、《春秋纂言》12卷、《孝经定本》1卷、《道德真经注》4卷等，並有為《州縣提綱》作序。

## 延伸阅读
[在维基数据编辑]
 《元史·卷171》，出自宋濂《元史》